# Ixodes neuquenensis
Ixodes neuquenensis es una especie de garrapata que vive en el monito del monte (Dromiciops gliroides), un mamífero nocturno que se encuentra en bosques templados de Sudamérica. Debido a la situación amenazada de su hospedador,  Ixodes neuquenensis  también está en riesgo.

## Morfología
Las hembras de Ixodes neuquenensis se asemejan a otros miembros del subgénero  Ixodes pero poseen algunos rasgos morfológicos diferentes y notables. Dos evidentes espolones se pueden encontrar en las coxas II a IV.  Otras dos especies, I. theilerae de la Ecozona afrotropical  y  I. turdus de la ecozona paleártica, tienen dos espolones en las coxas II a IV también pero con diferencias en ambos, forma y tamaño. Las hembras de  Ixodes neuquenensis además tienen una placa quitinosa muy bien definida en el aloscutum. Los rasgos diagnósticos de las ninfas de Ixodes neuquenensis incluyen dos espolones en las coxas II a IV y la presencia de placa quitinosa medial a la coxa I. Aunque la identicación de la larva de  Ixodes neuquenensis es más difícil, pueden separarse de otras varias especies por sus espolones triangulares en las coxas II y III.
Los machos de esta especie aún deben ser descritos y continúan siendo desconocidos.